# Lee Know
Lee Min-ho (Hangul: 이민호, Hanja: 李旻浩, sinh ngày 25 tháng 10 năm 1998 tại Gimpo, Hàn Quốc), thường được biết đến với nghệ danh Lee Know (Hangul: 리노), là một nam ca sĩ, dancer, rapper, MC, người mẫu người Hàn Quốc. Anh là thành viên của nhóm nhạc nam nhà JYP, Stray Kids. Trong nhóm, anh đảm nhiệm vị trí main dancer, vocalist và sub rapper.

## Cuộc đời và sự nghiệp
Lee Know sinh ngày 25 tháng 10 năm 1998 tại Daegot-myun, Gimpo-si, Gyunggi-do, Hàn Quốc. Anh là con một trong gia đình và có 3 chú mèo tên là Soonie, Doongie và Dori. Lee Know từng theo học tại trường trung học kỹ thuật Jeil Gimpo.
Lee Know bắt đầu học nhảy từ năm 14 tuổi khi còn học cấp hai. Năm 2015, anh cùng crew của mình tham gia chương trình World Of Dance. Vào năm 2017, trước khi trở thành thực tập sinh của JYP, nam idol là backup dancer cho BTS trong các tour lưu diễn quốc tế và từng xuất hiện trong MV Not Today với tư cách là một backup dancer.
Lee Know nhận được lời mời tham gia buổi thử giọng của JYP Entertainment qua một buổi thi nhảy và trở thành thực tập sinh của công ty vào ngày 15/7/2017.
Cuối năm 2017, Lee Know tham gia chương trình thực tế sống còn Stray Kids được sản xuất bởi JYP Entertainment và Mnet. Anh đã trở thành thí sinh bị loại đầu tiên của chương trình khi nam idol bị loại vào tập 4. Nhưng sau đó, Lee Know đã được Park jin-young đưa trở lại vào cuối tập 9. Vào ngày 29/12/2018, trong đêm chung kết của chương trình, JYP xác nhận Lee Know sẽ debut cùng Stray Kids.
Ngày 25 tháng 3 năm 2018, Lee Know chính thức ra mắt cùng Stray Kids với album đầu tay của nhóm 'I AM NOT' cùng đĩa đơn 'District 9'.  Anh tiếp tục hoạt động đến nay dưới tư cách là thành viên của nhóm.

## Thông tin bổ sung
MBTI của Lee Know là ESFJ.
Lee Know thuộc unit Dance Racha cùng Hyunjin và Felix.
Anh có sở thích là nhảy, biên đạo, đi bộ đường dài và đọc sách.
Nếu không debut cùng Stray Kids anh sẽ trở thành một vũ công chuyên nghiệp.
Theo Stray Kids, nếu Bang Chan là leader thì Lee Know chính là dance leader của nhóm.
Lee Know thuận cả hai tay.
Lee Know không biết bơi.
Lee Know có bằng lái xe loại 1.
Lee Know hay nói chuyện ở ngôi thứ 3.
Anh làm thực tập sinh trong gần 1 năm.
Lee Know chỉ mất 2 tuần để hoàn thành các bài kiểm tra vũ đạo của JYP Entertainment.
Lee Know không có thói quen chăm sóc da nghiêm ngặt, anh chỉ tập thể dục chăm chỉ, ăn uống đầy đủ, uống nhiều nước và không dùng bữa sau 18 giờ.
Bắt đầu từ ngày 14/08/2021-04/11/2023, Lee Know trở thành MC cố định của chương trình âm nhạc Show! Music Core của đài MBC cùng NCT Jungwoo và Kim Min-ju (từ ngày 06/04/2023 là Sullyoon (Nmixx)). Chương trình được truyền hình trực tiếp vào mỗi 13h15 (VN) thứ 7 hàng tuần.
Thể loại nhảy yêu thích của anh là hip-hop.
Anh thuộc BICO Class khi còn hoạt động tại SOULDANCE.
Lee Know mắc chứng Acrophobia nặng.
Lee Know có một vết sẹo ở bụng sau khi trải qua một cuộc phẫu thuật khi còn nhỏ.
Anh rất thích đọc sách và tác giả yêu thích của Lee Know là Keigo Higashino.
Lee Know từng xuất hiện trong một bộ phim tài liệu của National Geographic về Kpop khi anh tham gia thử giọng cho Cube Entertainment vào năm 2014.
Lee Know có 6 đai võ thuật:
- Taekwondo /태권도/ đai đen cấp 2 (2 dan - Trợ lý Huấn luyện viên);
- Hapkido /합기도/ đai đen cấp 2;
- Võ thuật đặc biệt /특공무술/ (Võ thuật đặc công / Võ thuật chiến trường) đai đen cấp 2.

Lee Know từng cùng crew của mình tham gia chương trình World Of Dance. Sau đó anh hợp tác với BigHit Entertainment làm Backup Dancer cho BTS ở một số stage, MV, concert.
Lee Know thích làm từ thiện từ bé, anh nhận nuôi một em bé Châu Phi từ khi chưa debut. Hiện tại số em bé mà Lee Know nhận nuôi đang ngày càng tăng lên thông qua chương trình "For Every Child, Hope" của UNICEF. Và Lee Know đã được UNICEF tặng chiếc nhẫn đặc biệt nhằm tri ân những mạnh thường quân ủng hộ lâu dài và thường xuyên.
Lee Know có 3 chú mèo. Trong đó, Soonie được nhận nuôi từ trạm cứu hộ động vật vào năm 2011. 2-3 năm sau, anh nhận nuôi thêm bé Doongie từ một người quen. Một năm sau đó, Lee Know lại nhận nuôi bé Dori từ một trang web dành cho thú cưng bị bỏ rơi. Không chỉ yêu thương loài mèo, anh còn có niềm yêu thích đối với các loài động vật khác kể cả loài bò sát hay các loài có đốt.
Học vấn:
- Trường tiểu học Daegot.[9]
- Trường trung học cơ sở Daegot.[10]
- Trường Trung học Kỹ thuật Gimpo Jeil.[11]
- Đại học GukJe Cyber University, Khoa Giải trí.[12]

Ngày 25/3/2024, Lee Know đã chính thức mở Instagram cá nhân với cái tên t.leeknowsaurus.

## Hoạt động cá nhân
Sản phẩm âm nhạc
| Phát hành  | Tiêu đề                                                                                | Ghi chú                      |
| ---------- | -------------------------------------------------------------------------------------- | ---------------------------- |
| 09/07/2019 | Lee Know "DAWN(새벽)" [Stray Kids: SKZ-PLAYER]                                         | [ 13 ]                       |
| 20/07/2020 | 한 번 더 리플레이 "Ice Americano" [Stray Kids(스트레이 키즈): SKZ-RECORD(슼즈 레코드)] | Với Han                      |
| 14/09/2020 | Wow (Lee Know, Hyunjin, Felix)                                                         | Với Hyunjin, Felix           |
| 03/07/2021 | Bang Chan, Lee Know "Drive" [Stray Kids: SKZ-PLAYER]                                   | Với Bang Chan                |
| 15/09/2021 | Stray Kids "Surfin' (리노, 창빈, 필릭스)(Surfin' (Lee Know, Changbin, Felix))" Video   | Với Changbin, Felix          |
| 18/03/2022 | 피어난다 (방찬, 리노, 승민, 아이엔) Waiting For Us (Bang Chan, Lee Know, Seungmin, I.N | Với Bang Chan, Seungmin, I.N |
| 07/10/2022 | TASTE (리노, 현진, 필릭스) TASTE (Lee Know, Hyunjin, Felix)                            | Với Hyunjin, Felix           |
| 21/12/2022 | 나지막이 (리노) Limbo (Lee Know)                                                       | [ 20 ]                       |
| 14/10/2023 | Lee Know, HAN "Want so BAD" \| [Stray Kids : SKZ-RECORD]                               | Với HAN                      |

Vlog
| Phát hành  | Tiêu đề                                                                                          | Ghi chú                 |
| ---------- | ------------------------------------------------------------------------------------------------ | ----------------------- |
| 21/02/2020 | [SKZ VLOG] Lee Know : 리노, 하고 싶은 거 다 하지 마                                              | [ 22 ]                  |
| 26/08/2020 | [SKZ VLOG] Lee Know : LEE KNOW LOG                                                               | [ 23 ]                  |
| 04/05/2021 | [SKZ VLOG] Lee Know : LEE KNOW LOG 2                                                             | [ 24 ]                  |
| 21/08/2021 | [SKZ VLOG] Lee Know : LEE KNOW LOG 3 (🎉리노중심🎉)                                              | [ 25 ]                  |
| 18/09/2021 | [SKZ VLOG] Lee Know : LEE KNOW LOG 4                                                             | [ 26 ]                  |
| 23/10/2021 | [SKZ VLOG] Lee Know : LEE KNOW LOG 5                                                             | [ 27 ]                  |
| 27/01/2022 | [SKZ VLOG] Lee Know : LEE KNOW LOG 6                                                             | [ 28 ]                  |
| 06/05/2022 | [SKZ VLOG] Lee Know : LEE KNOW LOG 7                                                             | [ 29 ]                  |
| 29/05/2022 | [SKZ VLOG] Lee Know : LEE KNOW LOG 8                                                             | [ 30 ]                  |
| 15/09/2022 | [SKZ VLOG] Lee Know & Felix : 냥냥 Vlog                                                          | Với Felix               |
| 24/11/2022 | [SKZ VLOG] Lee Know : LEE KNOW LOG 9                                                             | [ 32 ]                  |
| 27/05/2023 | [RACHA LOG] Ep.03 꿀냥냥 : Lee Know X Changbin X Felix                                           | Với Changbin, Felix     |
| 08/07/2023 | [SKZ VLOG] Lee Know : LEE KNOW LOG 10                                                            | [ 34 ]                  |
| 05/08/2023 | [RACHA LOG] Ep.05 아리까리한 : Lee Know X HAN X I.N                                              | Với HAN, I.N            |
| 29/11/2023 | [2 Kids Show] Ep.02 Hyunjin X I.N \| 살랑살랑(salang-salang), 미제(untitled) \| with MC Lee Know | Với Hyunjin, I.N        |
| 02/12/2023 | [SKZ VLOG] Lee Know : LEE KNOW LOG 11                                                            | [ 37 ]                  |
| 02/12/2023 | [RACHA LOG] Ep.07 지방이 : Bang Chan X Lee Know X HAN                                            | Với Bang Chan, HAN      |
| 06/12/2023 | [2 Kids Show] Ep.03 Bang Chan X Lee Know \| Drive \| with MC Changbin                            | Với Bang Chan, Changbin |
| 13/12/2023 | [2 Kids Show] Ep.04 Changbin X Felix \| 좋으니까(Because) \| with MC Lee Know                    | Với Changbin, Felix     |
| 20/12/2023 | [2 Kids Show] Ep.05 Felix X Seungmin \| 24 to 25 \| with MC Lee Know                             | Với Felix, Seungmin     |
| 10/01/2024 | [2 Kids Show] Ep.08 Lee Know X HAN \| Want so BAD \| with MC Changbin                            | Với HAN, Changbin       |
| 05/04/2024 | [RACHA LOG] Ep.10 보땨람지 : Lee Know X HAN X Seungmin                                           | Với HAN, Seungmin       |

## Người mẫu tạp chí
| Năm  | Tạp chí            | Số phát hành    | Ghi chú        |
| ---- | ------------------ | --------------- | -------------- |
| 2018 | The Star           | Tháng 5         | Với Stray Kids |
| 2018 | 10+ STAR Korea     | Tháng 5         | Với Stray Kids |
| 2018 | CéCi Korea         | Tháng 7         | Với Hyunjin    |
| 2018 | Nylon Korea        | Tháng 10        | Với Stray Kids |
| 2018 | Dazed Korea        | Tháng 11        | Với Stray Kids |
| 2019 | Dazed Korea        | Tháng 2         | Với Stray Kids |
| 2019 | Marie Claire Korea | Tháng 4         | Với Stray Kids |
| 2019 | 1st Look           | Tháng 5         | Với Stray Kids |
| 2019 | Dazed Korea        | Tháng 8         | Với Stray Kids |
| 2019 | MXI x Kwave        | Số 5            | Với Stray Kids |
| 2020 | Nylon guys Japan   | Tháng 2         | Với Stray Kids |
| 2020 | SHEL'TTER Japan    | Tháng 3         | Với Stray Kids |
| 2020 | JJ Japan           | Tháng 4         | Với Stray Kids |
| 2020 | Arena Homme+ Korea | Tháng 4         | Với Hyunjin    |
| 2020 | RAY Japan          | Tháng 5         | Với Stray Kids |
| 2020 | Barfout! Japan     | Tháng 6/Vol.297 | Với Stray Kids |
| 2020 | Singles Korea      | Tháng 9         | Với Stray Kids |
| 2020 | Vogue Korea        | Tháng 10        | Với Stray Kids |
| 2020 | CUT Japan          | Tháng 11        | Với Stray Kids |
| 2020 | Mini Japan         | Tháng 12        | Với Stray Kids |
| 2020 | CanCam Japan       | Tháng 12        | Với Stray Kids |
| 2020 | Nikkei Japan       | Tháng 12        | Với Stray Kids |
| 2021 | 1st Look           | Tháng 5         | Với Stray Kids |
| 2021 | W Korea            | Tháng 7         | Với Stray Kids |
| 2021 | Singles Korea      | Tháng 10        | Với Stray Kids |
| 2022 | BEAUTY+            | Tháng 2         | Họa báo solo   |
| 2023 | DAZED Korea        | Tháng 7         | Solo           |
| 2023 | W Korea            | Tháng 10        | Solo           |

## Danh sách chương trình
Chương trình thực tế
| Năm  | Kênh | Tên                    | Phát sóng                 | Ghi chú |
| ---- | ---- | ---------------------- | ------------------------- | ------- |
| 2017 | Mnet | Stray Kids             | 17 tháng 10 - 19 tháng 12 | [ 44 ]  |
| 2021 | Mnet | Kingdom: Legendary War | 1 tháng 4 - 3 tháng 6     | [ 45 ]  |

Chương trình truyền hình
| Năm                 | Kênh        | Tên                            | Vai trò                                             | Phát sóng               |
| ------------------- | ----------- | ------------------------------ | --------------------------------------------------- | ----------------------- |
| 2020                | KBS Cool FM | Kiss The Radio                 | Khách mời cố định                                   | 24/11/2020 - 27/12/2021 |
| 2021-2022           | TVING       | Idol Dictation Contest (mùa 2) | Thành viên cố định                                  | 16/12/2021 - 20/01/2022 |
| 2021-6/4/2023       | MBC         | Show! Music Core               | MC cố định (cùng với NCT Jungwoo và Kim Min-ju)     | 14/08/2021 - 04/11/2023 |
| 6/4/2023-04/11/2023 | MBC         | Show! Music Core               | MC cố định (cùng với NCT Jungwoo và NMIXX Sullyoon) | 14/08/2021 - 04/11/2023 |